# Ferdinand von Wintzingerode

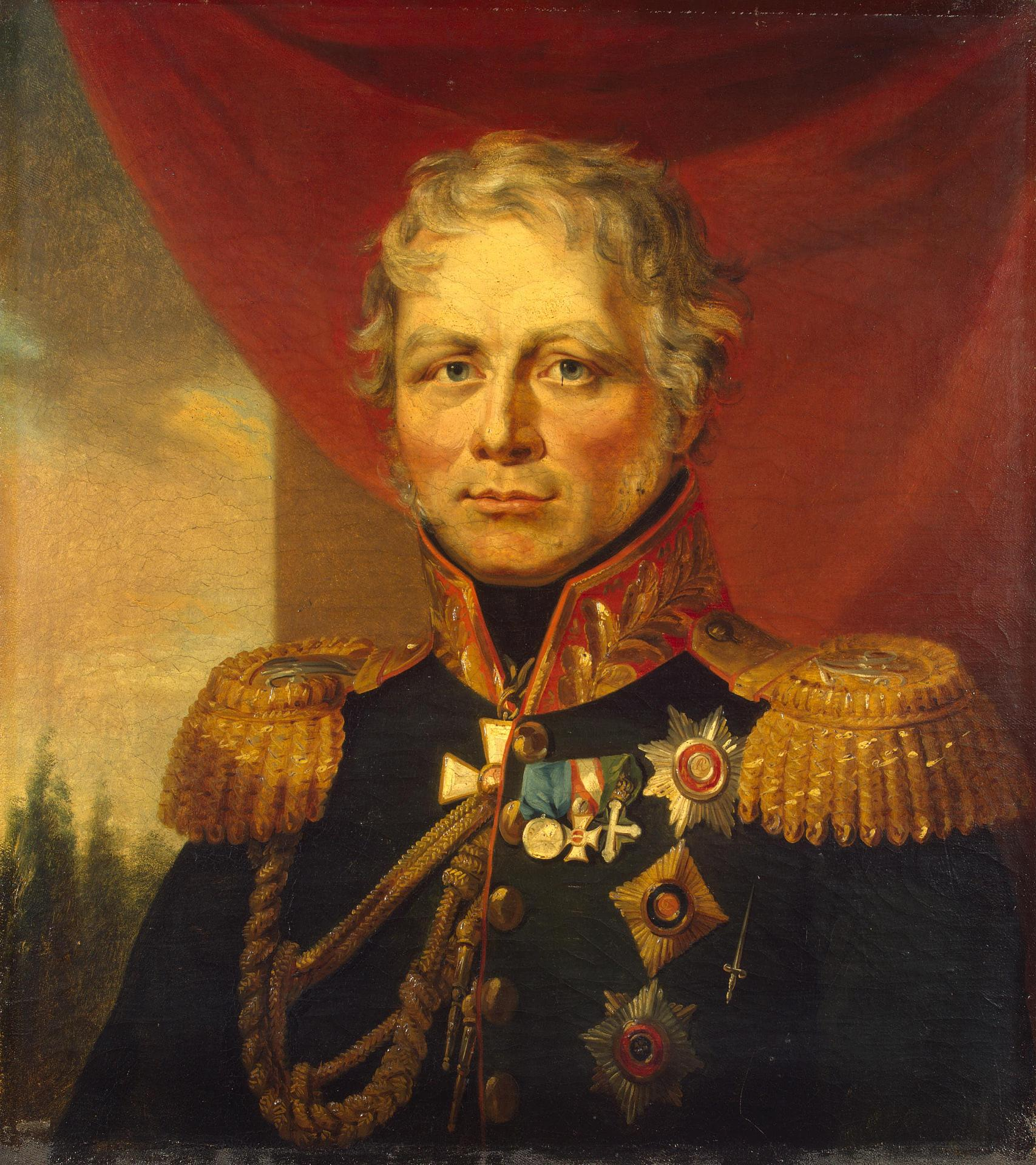
Gen. Ferdinand von Wintzingerode

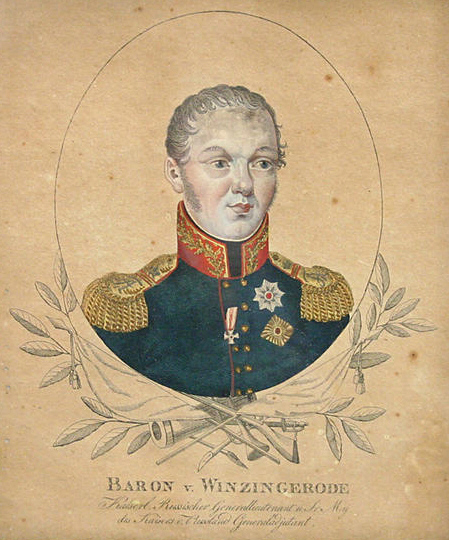
Gen. Ferdinand von Wintzingerode

Ferdinand von Wintzingerode (ros. Фердинанд Фёдорович Винцингероде, ur. 15 lutego 1770 w Bad Sooden-Allendorf; zm. 16 czerwca 1818 w Wiesbaden) – niemiecki arystokrata i oficer w różnych formacjach.

## Życiorys
Jego rodzina pochodziła z Eichsfeld w Turyngii. Jego ojciec był podpułkownikiem, stacjonował na terenie Hesji.
Ferdinand zaczął swoją karierę wojskową jako 8-letni chłopiec, wstępując do Korpusu Kadetów w Kassel. Wraz ze swoimi braćmi władał majątkiem Unterhof w Kirchohmfeld. Początkowo służył w armii heskiej i austriackiej, w 1797 przeszedł do służby w armii rosyjskiej. Brał udział w kampanii włoskiej Suworowa w 1799. W 1802 mianowany adiutantem generalnym, a w 1803 szefem pułku huzarów w Odessie. W 1805 był posłańcem Kutuzowa na rozmowę z Muratem. W maju 1809 został ranny w nogę w bitwie pod Aspern. W 1812 był jednym z dowódców w wojnie Rosji z Napoleonem. Zbierał wojska w Smoleńsku, później udał się na rozmowy do francuskiego marszałka Mortiera, został jednak schwytany i przed rozstrzelaniem uchroniła go wyłącznie osobista interwencja cara Aleksandra I. W 1813 brał udział w bitwie pod Kaliszem i pod Lützen. W 1814 zaatakował i zdobył twierdzę Soissons. Karierę wojskową zakończył jako generał armii carskiej. Był odznaczony Orderem Świętego Aleksandra Newskiego (1812), Orderem Świętego Jerzego II i III klasy, Orderem Świętego Włodzimierza I i II klasy, Orderem Świętej Anny III klasy, Złotą Szablą "Za Odwagę", Medalem "Na Pamiątkę Wojny 1812 roku", pruskim Orderem Świętego Jana Jerozolimskiego, szwedzkim Królewskim Orderem Miecza, austriackim Orderem Marii Teresy III klasy, włoskim Orderem Świętych Maurycego i Łazarza.
Jego żoną była Helena hr. Rostworowska (1777–1829), córka Andrzeja i Kunegundy z hr. Komorowskich, a siostra Stefana i Jana Tadeusza, oraz szwagierka Adama hr. Potockiego i Jana Antoniego hr. Drohojowskiego, zasłużonych oficerów wojsk Księstwa Warszawskiego. Ich córka, Helena (1808–1868), poślubiła Henryka hr. Małachowskiego, właściciela dóbr Końskie.  